# Identitatea lui Bourne (film din 2002)
Identitatea lui Bourne (în engleză The Bourne Identity) este un film de acțiune și spionaj americano-german din 2002 care a adaptat vag romanul Identitatea lui Bourne al lui Robert Ludlum. În acest film, Matt Damon îl interpretează pe Jason Bourne, un amnezic care încearcă să-și descopere adevărata identitate în mijlocul unei conspirații clandestine desfășurate de Central Intelligence Agency (CIA). Alte roluri sunt interpretate de Franka Potente, Chris Cooper, Clive Owen, Brian Cox și Julia Stiles. Acest film este primul din seria de filme cu Bourne, fiind urmat de Supremația lui Bourne (2004) și de Ultimatumul lui Bourne (2007). Un al patrulea film, Moștenirea lui Bourne, este programat pentru lansare în august 2012.
Filmul a fost regizat de către Doug Liman și adaptat pentru ecran de Tony Gilroy și William Blake Herron. Deși Robert Ludlum a murit în 2001, el este creditat ca producător al filmului, alături de Frank Marshall. Filmul a fost lansat de Universal Pictures în cinematografele din Statele Unite ale Americii la 14 iunie 2002 și a primit o reacție critică și de public pozitivă.

## Rezumat
Echipajul unui vas italian de pescuit, care naviga în largul coastelor Mării Mediterane de la Marsilia găsește un om inconștient (Matt Damon), care plutea pe mare cu două răni provocate de gloanțe în spate.
Atunci când omul se trezește, el își dă seama că suferă de amnezie retrogradă, având doar un singur indiciu cu privire la identitatea sa: numărul de cont de la un seif oferit de un mic proiector cu laser implantat chirurgical în șold. El călătorește la Zürich (Elveția) pentru a găsi banca și descoperă că este calificat în lupta corp la corp și vorbește fluent în limba germană atunci când se apără instinctiv de doi polițiști care-l interogau pentru vagabondaj într-un parc închis pe timp de noapte.
Omul ajunge la bancă și găsește caseta de depozit conținând o cantitate semnificativă de bani în valute diferite, un pistol și mai multe pașapoarte cu fotografia sa, dar cu alte nume. El își asumă identitatea pașaportului de deasupra, "Jason Bourne", și pleacă. Un angajat al băncii anunță un grup special de activitate din cadrul CIA, "Operațiunea Treadstone", despre vizita sa și poliția începe să-l caute. Bourne reușește să scape și fuge la Consulatul SUA, unde este acostat de către oficialii de acolo, dar reușește să scape încă o dată de capturare. La câteva blocuri distanță, Bourne o abordează pe Marie Kreutz (Franka Potente) și îi oferă 20.000 USD pentru a-l duce la Paris, la adresa lui "Bourne" de pe pașaport.
Între timp, la sediul CIA, Alexander Conklin (Chris Cooper), șeful Treadstone, îi dezvăluie superiorului său, directorul adjunct Ward Abbott (Brian Cox), că Bourne era responsabil pentru o operațiune secretă eșuată de asasinare a dictatorului african Nykwana Wombosi (Adewale Akinnuoye-Agbaje). Intenționând să rupă toate legăturile între CIA și Wombosi, Conklin trimite trei "agenți" (asasini) foarte bine pregătiți pentru a-l elimina pe Bourne. Bourne și Marie ajung la apartamentul din Paris, unde constată că unul dintre pseudonimele sale, "John Michael Kane", ar fi fost ucis în urmă cu două săptămâni. Primul asasin, cu numele de cod "Castel" (Nicky Naude), îi atacă, dar Bourne îl imobilizează după o luptă scurtă. Marie verifică rucsacul lui Castel și intră în panică atunci când descoperă o listă cu fotografii ale ei și ale lui Bourne luate de pe camerele cu circuit închis ale consulatului american cu o zi înainte. În timp ce Bourne încearcă să o calmeze, Castel scapă și sare pe fereastră, el murind înainte ca Boune să poată afla alte informații.
Conklin recurge Nicolette "Nicky" Parsons (Julia Stiles), un tehnician logistic de la rezidența Treadstone din Paris, pentru a-l ajuta în urmărirea lui Bourne și a Mariei. Bourne se duce să se întâlnească cu Wombosi pentru a obține mai multe informații, dar al doilea asasin, cu numele de cod "Profesorul" (Clive Owen), îl ucide pe Wombosi înainte de sosirea lui Bourne. Auzind de moartea lui Wombosi, Bourne bănuiește că a fost un asasin înainte de a deveni amnezic. Bourne și Marie fug în casa fratelui ei vitreg de la țară unde Bourne decide că el nu mai vrea să fie cine era.
Înapoi la sediul CIA, Conklin îi urmărește pe Bourne și Marie până la casa de la țară. În dimineața următoare, Profesorul încearcă să-l împuște pe Bourne, dar Bourne creează o diversiune și îl rănește mortal. În timp ce agoniza, Profesorul îi spune lui Bourne despre legătura lor reciprocă cu Treadstone. Bourne o trimite pe Marie departe pentru siguranța ei, apoi se foloseste telefonul Profesorului pentru a aranja o întâlnire cu Conklin într-un loc liber, pentru a-l putea urmări.
Bourne îl urmărește pe Conklin la casa conspirativă din Paris, unde Conklin îi spune că el (Bourne) a planificat întreaga operațiune de ucidere a lui Wombosi. Această revelație îi declanșează memoria lui Bourne și prin flashback-uri succesive Bourne își aminteste că el a folosit numele de Kane pentru a se infiltra în anturajul lui Wombosi, dar nu a putut să-l omoare, deoarece copiii lui Wombosi erau prezenți. Când a anulat misiunea și a încercat să fugă, el a fost împușcat de două ori și a căzut peste bordul iahtului lui Wombosi în Marea Mediterană de unde a fost scos de pescarii italieni. Bourne îi spune lui Conklin că el renunță la Treadstone și îl avertizează să nu-l urmărească. După ce-l bate pe Conklin, Bourne se angajează într-un schimb de focuri cu mai mulți agenți Treadstone din clădire. Bourne este rănit în schimbul de focuri, dar îi ucide pe ceilalți agenți și fuge din clădire. După fuga lui Bourne, Conklin îi ordonă lui Nicky să închidă casa conspirativă și la scurt timp după aceea este ucis de al treilea asasin, cu numele de cod "Manheim" (Russell Levy), la ordinul lui Abbott. Câtva timp mai târziu, Abbott explică în fața unui comitet de supraveghere că el a închis Treadstone, din cauza sale raportului costuri-beneficii nefavorabil și propune un nou program, "Operațiunea Blackbriar".
Bourne, acum eliberat de legătura cu CIA, călătorește la Mykonos (Grecia), unde se reîntâlnește cu Marie, care conduce un magazin de articole de surf, iar cei doi se îmbrățișează.

## Distribuție
- Matt Damon - Jason Bourne/David Webb
- Franka Potente - Marie Helena Kreutz
- Brian Cox - Ward Abbott
- Julia Stiles - Nicolette Parsons
- Chris Cooper - Alexander Conklin
- Clive Owen - Profesorul
- Adewale Akinnuoye-Agbaje - Nykwana Wombosi
- Gabriel Mann - Daniel Zorn
- Tim Dutton - Eamon
- Nicky Naude - Castel
- Russell Levy - Manheim
- David Selburg - Marshall
- Vincent Franklin - Rawlins
- Harry Gilbert - Alain
- Katie Thynne - Claudia

## Recepție
Filmul a primit recenzii pozitive, el având pe situl Rotten Tomatoes un rating de aprobare de 83% din 180 de comentarii, cu un scor mediu de 7/10. Roger Ebert a dat filmului trei stele și l-a lăudat pentru capacitatea sa de a absorbi spectatorul în "povestea de spionaj" și "abilitatea lui Damon de a fi concentrat și sincer". Walter Chaw de la Film Freak Central a lăudat filmul pentru secvențele de acțiune, descriindu-le ca "echitabile, cinetice și inteligente" și că filmul ar putea fi înțeles ca o subversiune inteligent a genului. Ed Gonzalez de la Slant Magazine a remarcat, de asemenea, "abordarea reținută a materialului" de către Doug Liman, precum și chimia puternică între Matt Damon și Franka Potente, dar în cele din urmă a conchis că filmul a fost "inteligent, dar nu suficient de inteligent". J. Hoberman de la The Village Voice a respins filmul ca fiind "banal" și o dezamăgire față de versiunile anterioare ale lui Liman. O apreciere deosebită a fost îndreptată spre urmărirea cu mașini din film, care a fost descrisă ca un interesant punct culminant al acțiunii și una dintre cele mai bune realizate ale acestui gen de filme.

### Box office
În primul week-end, Identitatea lui Bourne a adus încasări de 27.118.640 $ de la 2.638 cinematografe. Filmul a obținut încasări de 121.661.683 $ în America de Nord și 92.263.424 $ în restul lumii făcând ca încasările totale să fie de 214.034.224 $.

### Premii
| An   | Organizație                                             | Premiu                                             | Categorie/Recipient                             | Rezultat     |
| ---- | ------------------------------------------------------- | -------------------------------------------------- | ----------------------------------------------- | ------------ |
| 2003 | ASCAP Film and Television Music Awards                  | Premiul ASCAP                                      | Top Box Office Films — John Powell              | Câștigat     |
| 2003 | Academy of Science Fiction, Fantasy & Horror Films, SUA | Premiul Saturn                                     | cel mai bun film de acțiune/aventură/thriller   | Nominalizare |
| 2003 | American Choreography Awards                            | Premiul American Choreography                      | excelență în coreografia luptelor — Nick Powell | Câștigat     |
| 2003 | Art Directors Guild                                     | Premiul pentru excelență în realizarea decorurilor | filme contemporane                              | Nominalizare |

## Continuări
Identitatea lui Bourne a fost urmat de o continuare în 2004, Supremația lui Bourne, care a obținut o recepție critică și de public pozitivă , dar a avut parte de unele critici pentru filmările cu camera de mână, despre care observatorii au susținut că unele secvențe de acțiune sunt greu de văzut. Supremația lui Bourne a fost regizat de Paul Greengrass cu Matt Damon în rolul principal al lui Jason Bourne. Al treilea film, Ultimatumul lui Bourne, a fost lansat în 2007 și a fost regizat din nou de Paul Greengrass, cu Matt Damon în rolul principal. Ca și Supremația, Ultimatumul a beneficiat de o recepție critică și de public în general pozitivă, dar a fost criticat tot pentru filmările cu camera de mână.
Universal realizează în prezent un al patrulea film din seria Bourne, Moștenirea lui Bourne, fără aportul lui Damon sau Greengrass.